# جیمز بورنهام
جیمز بورنهام (انگلیسی: James Burnham؛ ۲۲ نوامبر ۱۹۰۵ – ۲۸ ژوئیهٔ ۱۹۸۷) فیلسوف و نظریه‌پرداز سیاسی اهل آمریکا بود. او از اعضای دانشکدهٔ فلسفه در دانشگاه یورک بود. اولین کتاب او «مقدمه‌ای بر تحلیل فلسفی» (۱۹۳۱) نام دارد. بورنهام در دههٔ ۱۹۳۰ به یکی از مدافعان برجستهٔ تروتسکیسم تبدیل شد. اثر مشهور او «انقلاب مدیریتی» (۱۹۴۱) دربارهٔ افزایش روندگرایی و انجماد اجتماعی در آینده گمانه‌زنی می‌کند. یک سال پیش از نوشتن این کتاب، بورنهام با رد مارکسیسم به یکی از نظریه‌پردازان تأثیرگذار راست سیاسی و یکی از رهبران جنبش محافظه‌کاری در آمریکا تبدیل شده بود. بورنهام از همکاران ویلیام باکلی در مجلهٔ محافظه‌کار نشنال ریویو بود. او مخالف مهار جماهیر شوروی بود و از سرنگونی کمونیسم در سطح جهانی حمایت می‌کرد.
وی همچنین برندهٔ جوایزی همچون نشان افتخار آزادی رئیس‌جمهوری شده است.